# Eudyptes schlegeli
El Pingüino Real (Eudyptes schlegeli) es un ave que pertenece a la familia Spheniscidae que se caracteriza por presentar crestas de color naranja-amarillo. También es llamado Pingüino de Schlegel o de cara blanca.

## Distribución y Hábitat

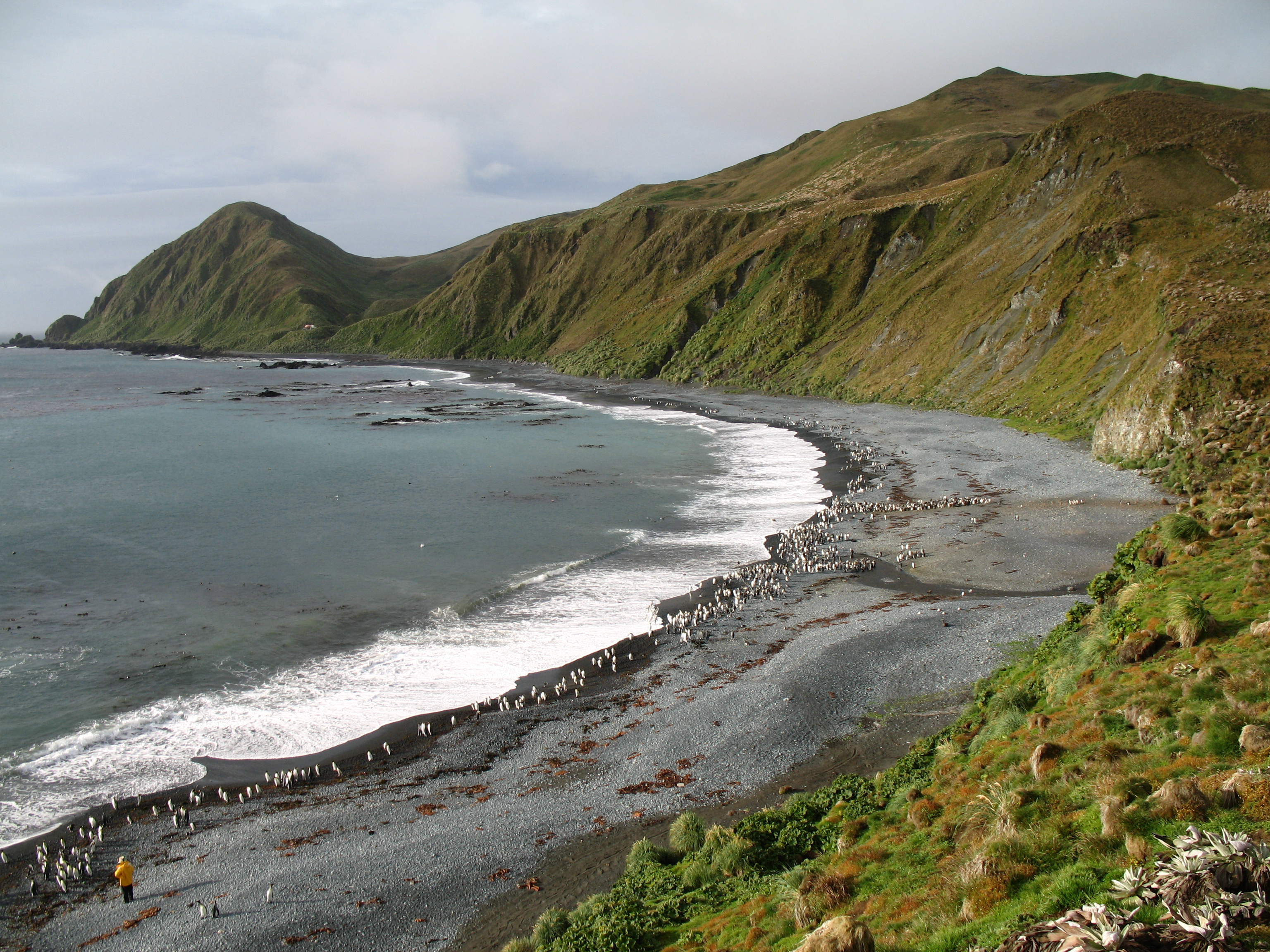
Vista de la playa de la isla Macquarie (con pingüinos reales y reales)

Estas aves son migratorias y se localizan principalmente en la isla Macquarie, ubicada entre Australia y la Antártida. En esa isla abundan rocas, pastos y arbustos pequeños, ideal para la temporada de crianza. Los pingüinos Reales se encuentran distribuidos un kilómetro tierra adentro. 
Las colonias más grandes de pingüino Real pueden contener hasta quinientas mil parejas.

## Descripción

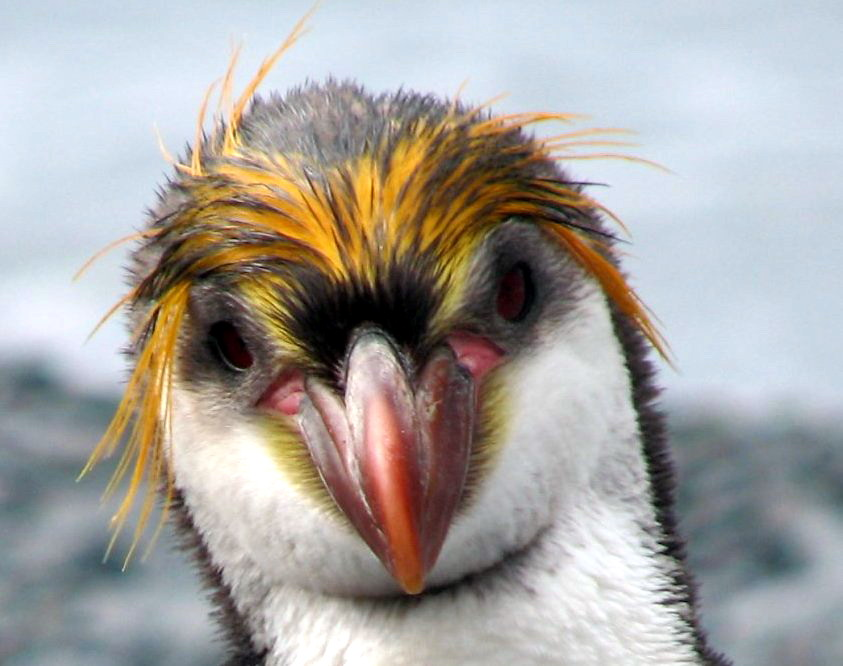

El pingüino Real es muy confundido con la especie Macaroni y, a simple vista, puede resultar un poco confuso distinguir sus diferencias, sin embargo, una característica muy visible, pero que no puede observarse tan fácilmente, es el rostro blanco de la especie Real, a diferencia del Macaroni que lo tiene en color negro.
El pingüino de Schlegel mide alrededor de 74 cm, las hembras pesan 4 kg, mientras los machos son ligeramente más pesados con 4,5 kg y poseen un pico más largo y grueso. Machos y hembras cuentan con penachos en tonos amarillos-naranjas que se distribuyen desde el centro de sus ojos hacia los lados de su cabeza.
Todo el plumaje de su parte frontal es de color blanco y la parte dorsal es negra. Cuando extienden sus alas, puede notarse que son rosadas en su interior, al igual que sus patas. El pico es de color naranja rojizo y sus cuerpos son de apariencia robusta.

## Alimentación
Su dieta se compone en un 30 % de kril y 50 % de peces linterna y también consumen otras clases de peces, calamares y diversos crustáceos.

## Comportamiento
Suelen dejar el territorio de la isla Macquarie al final de la temporada de cría y se ha detectado su presencia en los océanos del sur que abarcan desde Tasmania hasta las regiones antárticas.

## Reproducción
Es una especie monógama que solo lleva a cabo su reproducción en la isla Macquarie de los meses de septiembre a marzo. Los machos son quienes construyen los nidos a base de vegetación y piedras. 
Las hembras pueden llegar hasta un mes después (octubre) y el macho realiza movimientos de cortejo como giros con la cabeza para llamar la atención de la pareja.
Pueden poner dos huevos y la incubación dura de 30 a 40 días. Normalmente, solo un huevo logra sobrevivir. Cuando los padres deben ir por alimento, los polluelos se agrupan en “guarderías” como forma de seguridad y calor, ya que las plumas aún son débiles y no proporcionan la protección suficiente. 
Después de 70 días ya pueden ser independientes y alcanzan la madurez sexual en aproximadamente un año de edad. 

## Amenazas
Dentro de sus amenazas naturales se encuentran los skúas polares que atacan principalmente a los huevos y a las crías recién nacidas. Los desastres naturales también son causantes de la disminución de pingüinos reales en esa parte del mundo. 
En años pasados, el Eudyptes schlegeli era perseguido para sustraer sus aceites, sin embargo, esta medida ya no es practicada.
En la actualidad quedan alrededor de 850.000 parejas de esta especie, por lo que se encuentran clasificadas como “Vulnerables” por la Unión Internacional para la Conservación de la Naturaleza (IUCN).